# Psyche (nau espacial)
Psyche és un orbitador espacial de tipus Discovery de la NASA destinat a explorar l'origen dels nuclis planetaris mitjançant l'estudi de l'asteroide metàl·lic (16) Psique. Aquest asteroide pot ser el nucli de ferro exposat d'un protoplaneta, probablement el romanent d'una violenta col·lisió amb un altre objecte que es va despullar de l'escorça exterior. Lindy Elkins-Tanton de l'Arizona State University a Tempe, Arizona és la investigadora principal, que va proposar aquesta missió al Programa Discovery. El Jet Propulsion Laboratory (JPL) gestiona el projecte.
La missió espacial es va iniciar el 13 d'octubre del 2023 quan, a les 10.19 del matí, hora local del Centre Espacial John F. Kennedy de la NASA a Florida, després d'un parell d'ajornaments, la nau Psyche s'enlairava amb èxit propulsada per un coet Falcon Heavy de la companyia SpaceX. El viatge té una durada prevista de sis anys, fins al 2029.
(16) Psique és l'asteroide de tipus M més pesant conegut, i es creu que és el nucli de ferro exposat d'un protoplaneta. Les observacions de radar de l'asteroide des de la Terra indiquen una composició de ferro i níquel. El 4 de gener de 2017, la missió Psyche va ser triada juntament amb la missió Lucy com a següent missió Discovery de la NASA.